# Jimmy Jib

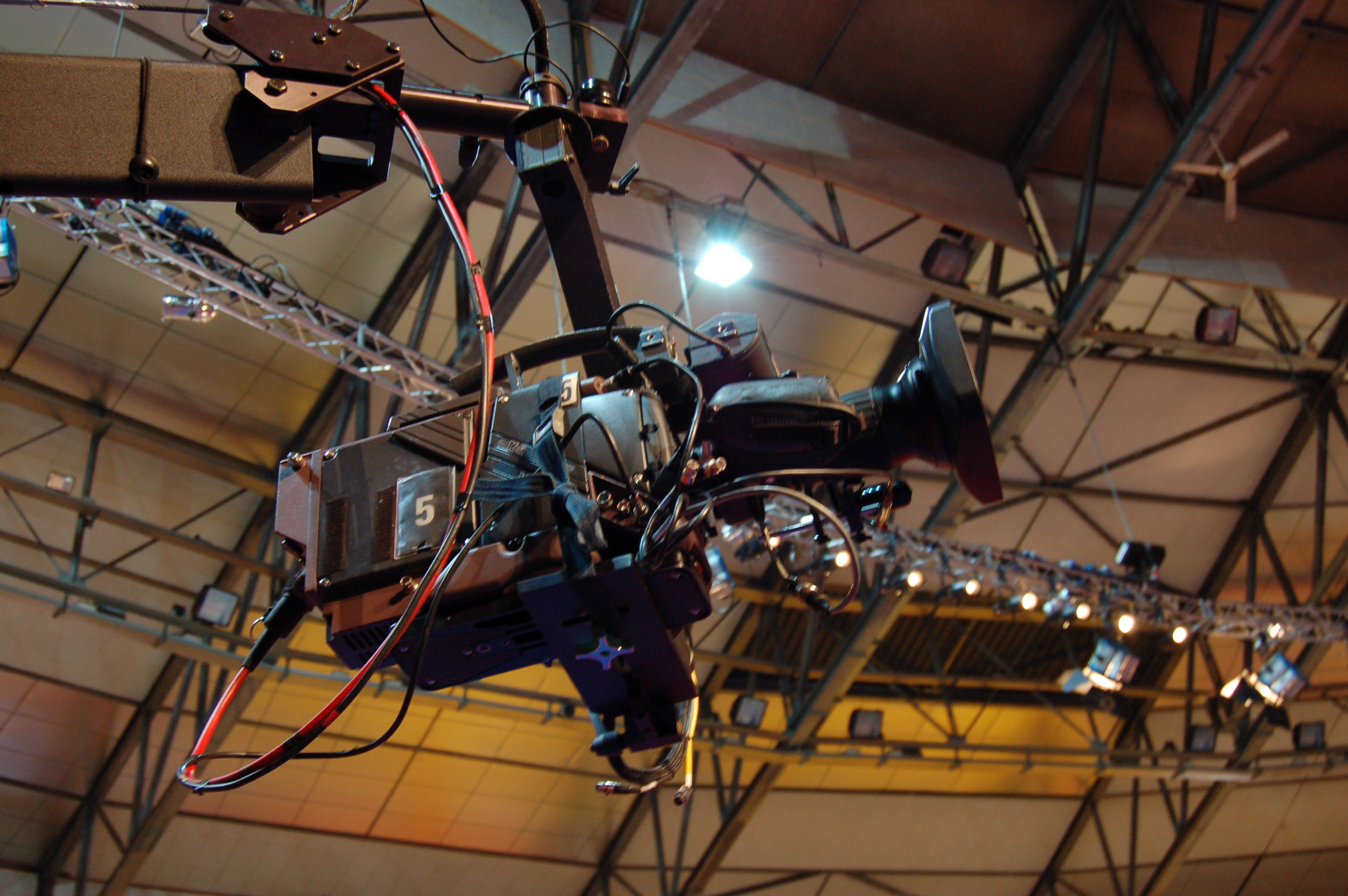
Una telecamera montata sulla testa di un Jimmy Jib.

Il Jimmy Jib o semplicemente Jimmy è un supporto per telecamere e cineprese costituito da un braccio simile a quello del dolly e da una testa motorizzata, progettato e venduto dall'azienda statunitense Stanton.

## Aspetti operativi
Concepito inizialmente come alternativa economica al tradizionale dolly cinematografico, il Jimmy Jib, a differenza di quest'ultimo, non prevede l'operatore a bordo, ma questi aziona la telecamera tramite dei joystick, controllando la ripresa su un monitor.
Uno dei vantaggi del Jimmy Jib è la semplicità di installazione e utilizzo. È molto semplice trasportarlo e metterlo in opera, e non richiede un complesso sistema di contrappesi e dispositivi di sicurezza. Proprio questa semplicità permette anche al regista di effettuare sul campo, al momento della ripresa, modifiche alla configurazione che sarebbero lunghe e complesse se effettuate con il dolly.
A seconda delle esigenze produttive il braccio può essere fisso oppure scorrere su binari o su ruote, ed è possibile una configurazione che prevede uno o due operatori.
Nel primo caso, l'operatore aziona sia il braccio che i movimenti di camera, mentre nel secondo il braccio è manovrato da un macchinista mentre l'operatore aziona la testa motorizzata tramite una postazione separata. La lunghezza del braccio dipende dagli elementi utilizzati, ma può variare in linea di massima dai 2 agli 11 metri.
A svantaggio del sistema c'è la limitata gamma di movimenti disponibili, dovuti al fatto che la testata è mobile su un numero finito di assi, a differenza di una vera testata cinematografica. È possibile però effettuare alcuni movimenti di rotazione e ribaltamento della telecamera che non sarebbero possibile con supporti tradizionali.

## Influenza sul linguaggio televisivo
L'introduzione del Jimmy Jib ha avuto un'influenza notevole sul linguaggio televisivo e sulla realizzazione di molti programmi. Proprio la sua economia di esercizio, infatti, ne permette l'uso anche in situazioni di budget limitato. Accoppiato all'uso di obiettivi grandangolari, il Jimmy Jib permette una vista aerea dello studio televisivo o del set particolarmente di effetto, e i movimenti di rotazione e ribaltamento sono particolarmente adatti per concerti di musica rock o per programmi con ritmo sostenuto. Molto spesso, i supporti delle luci, grazie al Jimmy Jib, diventano elementi di scenografia.
Il Jimmy Jib è utilizzato in programmi in studio, per concerti, eventi all'aperto e anche per riprese sportive. Per esempio, nel calcio si usano molto spesso due telecamere montate su bracci posti dietro le porte, con ampio uso del movimento verticale.

## Uso nel cinema
Nel cinema, il Jimmy Jib viene usato come alternativa al dolly, non solo per motivi di economia ma soprattutto quando un dolly tradizionale non è utilizzabile per motivi di spazio, come per esempio all'interno di appartamenti.
Viene inoltre utilizzato quando è necessaria una lunghezza del braccio maggiore di quella ottenibile con il dolly.